# Roger Le Breton
Pour les articles homonymes, voir Le Breton.
Roger Le Breton, né le 29 janvier 1914 et mort le 18 janvier 1997, est un médecin légiste français.
Le Breton était directeur du laboratoire de toxicologie de la Préfecture de police de Paris. En tant qu'expert dans le cas de Robert Boulin, et depuis le vol du sang en 1980, il garde sous clé les échantillons toxicologiques du cas.
Dans les années 1960, il s'est impliqué dans le cas de Pierre Jaccoud, un avocat suisse. Afin de prouver que Jaccoud avait été condamné à tort pour le meurtre de Charles Zumbach, Le Breton a effectué ses propres recherches en la matière. Un de ses principaux arguments s'est basé sur le fait qu'Erik Undritz, expert hématologue en la matière, aurait confondu le sang de la victime avec du sang animal. Mais l'argumentation de Le Breton, en partie (peut-être) basée sur le test de Coombs, a échoué.